# Heleen de Greef
Heleen de Greef (née le 15 septembre 1965) est une joueuse d'échecs néerlandaise. En 1985, elle devient maître FIDE féminin (MFF). En 1986, elle reçoit le titre de maître international féminin (MIF), décerné par la FIDE.

## Palmarès en compétitions individuelles

### Palmarès en compétitions chez les jeunes
En 1978, Heleen de Greef est championne des Pays-Bas dans la catégorie des filles de moins de 13 ans. En 1980, elle est sacrée championne dans la catégorie des filles de moins de 20 ans. En 1983, elle remporte à nouveau ce titre, dans la même catégorie, qu'elle partage toutefois avec Pernette Cameron. 
En 1984 et 1986, Heleen de Greef remporte à deux reprises le championnat d'échecs des Pays-Bas féminin. 
En 1993, elle termine devant Tim Krabbé dans le tournoi d'échecs Man-Machine Aegon, auquel elle participe également en 1994 et 1995.

### Parcours avec l'équipe nationale des Pays-Bas
En 1990, elle joue lors de l'olympiade d'échecs avec Anne-Marie Benschop, Renate Limbach et Sylvia de Vries. Les Pays-Bas se classent à la douzième place. 

## Parcours en club
En 2015, elle joue pour le club d'échecs Castricum.

## Titres échiquéens internationaux
En 1985, elle devient maître FIDE féminin (MFF). En 1986, elle reçoit le titre de maître international féminin (MIF), décerné par la FIDE.